# 植福庵
31°30′40″N 120°31′19″E / 31.51107°N 120.52204°E
植福庵，又称福禅寺，位于中华人民共和国江苏省无锡市锡山区荡口古镇青荡村，是江苏省文物保护单位。

## 特点
植福庵位于青荡村薛司娘桥。建于清嘉庆年间，每逢庙会或节庆日，便邀请各地戏班演出，为江南地区罕见的完整保存古戏楼。除戏楼外，现存大殿三间。2006年，被列为江苏省文物保护单位。